# Площа Паризької Комуни (Мінськ)
Площа Паризької Комуни (біл. Плошча Парыжскай камуны, рос. Площадь Парижской коммуны) — майдан у центральній частини Мінська.

## Розташування і об'єкти
Майдан розташований у Центральному районі столиці Білорусі в просторі між вулицями Максима Богдановича, Янкі Купали, Куйбишева та Пашкевич.
Значну частину площі обіймає комплекс Національного академічного Великого театру опери та балету Республіки Білорусь. Також на майдані — сквер (сад), на центральній алеї якого встановлений пам'ятник білоруському поету-класику Максиму Богдановичу.
Довкола площі Паризької Комуни містяться павільйон Національного виставкового центру «БєлЕкспо», будівлі міської клінічної лікарі № 2, примикає забудова Троїцького передмістя, комплекс будинків Мінського суворовського військового училища.
З боку вулиці Куйбишева площа межує з Піонерським парком з пам'ятником на центральній алеї піонеру-герою Марату Казею.

## З історії площі

Пам'ятник М. Богдановичу

У 2-й половині XVI століття на місці, де тепер Площа Паризької Комуни, виник Троїцький кірмаш (ринок), що став одним з найбільших у Мінську. Відтак, майдан, який ринок обіймав, почав іменуватися Троїцькою площею.
У 1919 році, вже за радянської влади, площу було перейменовано на честь Паризької комуни (1871).
Ринок на майдані існував до 1933 року, тобто до часу, поки не почались будівельні роботи зі зведення Державного академічного Великого театру опери та балету БРСР за проектом відомого радянського архітектора Йосипа Лангбарда. Театр було відкрито у 1938 році.
Під час Другої Світової війни будівля театру постраждала не сильно.
У 1950 році на площі був влаштований декоративний сад (сквер).
1981 року в сквері на початку центральної алеї з боку театру було відкрито повнофігурний пам'ятник Максиму Богдановичу на честь 90-ліття від дня його народження.
У теперішній час (кінець 2000-х років) тривають роботи з реконструкції будівлі театру та впорядкування довколишнього простору.

## Джерело-посилання
- Площа Паризької Комуни в Мінську [Архівовано 13 вересня 2011 у Wayback Machine.] на www.minsk-old-new.com («Мінськ старий і новий. Мінськ у фотографіях.», + інфо) [Архівовано 2 лютого 2013 у Wayback Machine.] (рос.)